# Marti Misterija (vanredno izdanje LMS)
Marti Misterija je u bivšoj Jugoslaviji počeo da se pojavljuje 1983. god. kao vanredno izdanje Lunov magnus stripa. Do 1992. god. objavljeno je prvih 107 epizoda.
U prvih nekoliko svezaka Marti Misterija izlazio je zajedno sa stripom Đil. Đil i Misterija su se smenjivali na naslovnim stranama, kao i u samoj svesci, koja je imala skoro 200 strana. Ako je na naslovnoj strani bio Đil, sveska bi počela sa Đilom, a u drugom delu bi bio deo epizode Marti Misterije, i obrnuto. Posle br. 11, Đil je izbačen, ali je vanredno izdanje LMS nastavilo da kombinuje epizode Marti Misterije sa manje poznatim strup junacima. Tek od vanrednog broja 36, Dnevnik počinje u ovoj ediciji da objavljuje isključivo epizode Marti Misterije.

## Epizode objavljene kao vanredno izdanje LMS

### 1983
1. Ljudi u crnom
2. Osveta božanstva Ra
3. Operacija Arka
4. Prokleto pleme
5. Kuća na granici sveta
6. Zločin u praistoriji

### 1984
7. Čovek koji je otkrio Evropu
8. Izvor mladosti
9. Bermudski trougao
10. Tajna Luzitanije
11. U senci Teotiuakana
12. Duh Teotiuakana
13. Vampir u Njujorku
14. Prokletstvo vampira
15. Mač kralja Artura
16. Tajna Stounehenga
17. Sablasni grad
18. Robovi strašnog sna
19. Tajanstvena ubistva
20. Vavilonska kula
21. Istinite tajne

### 1985
22. Tunguska
23. Zločin u Tajgi
24. Putovanje u budućnost
25. Povratak iz mrtvih
26. Susreti bliske vrste
27. Kristalna kugla
28. Smrtonosni ujed
29. Tajna Jetija
30. Zatočenik tame
31. Moha-Moha
32. Povratak Kundigasa
33. Rušilaćki um
34. Mistreija i Anabel Li